# Bahnstrecke Köthen–Aschersleben
| Streckennummer (DB): | 6420                                                              |                                         |                                         |
| Kursbuchstrecke (DB): | 334                                                               |                                         |                                         |
| Kursbuchstrecke: | 152 (1934) 158h (Baalberge – Bernburg 1934) 181 (1946) 690 (1968) |                                         |                                         |
| Streckenlänge: | 43,7 km                                                           |                                         |                                         |
| Spurweite: | 1435 mm (Normalspur)                                              |                                         |                                         |
| Streckengeschwindigkeit: | 100 km/h                                                          |                                         |                                         |
| Zweigleisigkeit: | Köthen–Aschersleben                                               |                                         |                                         |
| |                                                                   |                                         |                                         |
| \| \| \| von Aken und von Dessau \| \| \| \| \| von Magdeburg Hbf \| \| \| \| −0,660 \| Köthen \| Köthen \| \| \| \| nach Abzw Leipzig Messe Süd \| \| \| \| 1,381 \| Köthen West (Bft) \| Köthen West (Bft) \| \| \| \| Bundesstraße 6 \| \| \| \| \| von Edderitz \| \| \| \| 7,476 \| Frenz \| Frenz \| \| \| 10,650 \| Biendorf \| Biendorf \| \| \| \| nach Gerlebogk \| \| \| \| \| von Könnern \| \| \| \| 15,909 \| Baalberge \| Baalberge \| \| \| 17,600 \| Bernburg-Friedenshall (bis August 2019) \| Bernburg-Friedenshall (bis August 2019) \| \| \| 18,632 \| Bernburg-Roschwitz (seit März 2020[1]) \| Bernburg-Roschwitz (seit März 2020[1]) \| \| \| 20,341 \| Bernburg Hbf \| Bernburg Hbf \| \| \| \| Saale \| \| \| \| 22,569 \| Bernburg-Waldau \| Bernburg-Waldau \| \| \| \| nach Calbe (Saale) \| \| \| \| \| Bundesstraße 6 \| \| \| \| \| Bundesautobahn 14 \| \| \| \| \| Bundesautobahn 36 \| \| \| \| 28,211 \| Ilberstedt \| Ilberstedt \| \| \| \| Berlin–Blankenheim \| \| \| \| \| von Schönebeck (Elbe) \| \| \| \| \| von Berlin \| \| \| \| 31,910 \| Güsten \| Güsten \| \| \| \| nach Blankenheim Trennungsbf \| \| \| \| 34,967 \| Abzw Giersleben \| Abzw Giersleben \| \| \| \| nach Blankenheim Trennungsbf \| \| \| \| 35,905 \| Giersleben \| Giersleben \| \| \| 39,671 \| Schierstedt \| Schierstedt \| \| \| \| von Halle (Saale) Hbf \| \| \| \| 43,941 \| Aschersleben \| Aschersleben \| \| \| \| nach Vienenburg Gbf \| \| \| \| \| \| \| \| Quellen: [2][3] \| \| \| \| |                                                                   |                                         |                                         |
| Strecke |                                                                   | von Aken und von Dessau                 | von Aken und von Dessau                 |
| Abzweig geradeaus und von links |                                                                   | von Magdeburg Hbf                       | von Magdeburg Hbf                       |
| Bahnhof | −0,660                                                            | Köthen                                  | Köthen                                  |
| Abzweig geradeaus, nach links und von links |                                                                   | nach Abzw Leipzig Messe Süd             | nach Abzw Leipzig Messe Süd             |
| Blockstelle | 1,381                                                             | Köthen West (Bft)                       | Köthen West (Bft)                       |
| Strecke mit Straßenbrücke |                                                                   | Bundesstraße 6                          | Bundesstraße 6                          |
| Abzweig geradeaus und ehemals von links |                                                                   | von Edderitz                            | von Edderitz                            |
| Haltepunkt / Haltestelle | 7,476                                                             | Frenz                                   | Frenz                                   |
| Haltepunkt / Haltestelle | 10,650                                                            | Biendorf                                | Biendorf                                |
| Abzweig geradeaus und ehemals nach links |                                                                   | nach Gerlebogk                          | nach Gerlebogk                          |
| Abzweig geradeaus und von links |                                                                   | von Könnern                             | von Könnern                             |
| Bahnhof | 15,909                                                            | Baalberge                               | Baalberge                               |
| ehemaliger Haltepunkt / Haltestelle | 17,600                                                            | Bernburg-Friedenshall (bis August 2019) | Bernburg-Friedenshall (bis August 2019) |
| Haltepunkt / Haltestelle | 18,632                                                            | Bernburg-Roschwitz (seit März 2020)     | Bernburg-Roschwitz (seit März 2020)     |
| Bahnhof | 20,341                                                            | Bernburg Hbf                            | Bernburg Hbf                            |
| Brücke über Wasserlauf |                                                                   | Saale                                   | Saale                                   |
| Dienststation / Betriebs- oder Güterbahnhof | 22,569                                                            | Bernburg-Waldau                         | Bernburg-Waldau                         |
| Abzweig geradeaus und nach rechts |                                                                   | nach Calbe (Saale)                      | nach Calbe (Saale)                      |
| Strecke mit Straßenbrücke |                                                                   | Bundesstraße 6                          | Bundesstraße 6                          |
| Strecke mit Straßenbrücke |                                                                   | Bundesautobahn 14                       | Bundesautobahn 14                       |
| Strecke mit Straßenbrücke |                                                                   | Bundesautobahn 36                       | Bundesautobahn 36                       |
| Bahnhof | 28,211                                                            | Ilberstedt                              | Ilberstedt                              |
| Kreuzung geradeaus unten (Querstrecke außer Betrieb) |                                                                   | Berlin–Blankenheim                      | Berlin–Blankenheim                      |
| Abzweig geradeaus und von rechts |                                                                   | von Schönebeck (Elbe)                   | von Schönebeck (Elbe)                   |
| Abzweig geradeaus und ehemals von links |                                                                   | von Berlin                              | von Berlin                              |
| Bahnhof | 31,910                                                            | Güsten                                  | Güsten                                  |
| Abzweig geradeaus und ehemals nach links |                                                                   | nach Blankenheim Trennungsbf            | nach Blankenheim Trennungsbf            |
| Blockstelle | 34,967                                                            | Abzw Giersleben                         | Abzw Giersleben                         |
| Abzweig geradeaus und nach links |                                                                   | nach Blankenheim Trennungsbf            | nach Blankenheim Trennungsbf            |
| Haltepunkt / Haltestelle | 35,905                                                            | Giersleben                              | Giersleben                              |
| Haltepunkt / Haltestelle | 39,671                                                            | Schierstedt                             | Schierstedt                             |
| Abzweig geradeaus und von links |                                                                   | von Halle (Saale) Hbf                   | von Halle (Saale) Hbf                   |
| Bahnhof | 43,941                                                            | Aschersleben                            | Aschersleben                            |
| Strecke |                                                                   | nach Vienenburg Gbf                     | nach Vienenburg Gbf                     |
| |                                                                   |                                         |                                         |
| Quellen: |                                                                   |                                         |                                         |

Die Bahnstrecke Köthen–Aschersleben ist eine zweigleisige Hauptbahn in Sachsen-Anhalt. Sie zweigt in Köthen aus der Bahnstrecke Magdeburg–Leipzig ab und führt über Bernburg und Güsten nach Aschersleben, wo sie in die Bahnstrecke Halle–Vienenburg einmündet.
Der Abschnitt zwischen Köthen und Bernburg gehört zu den ältesten Bahnstrecken Deutschlands.

## Geschichte
Erste ernsthafte Planungen zum Bau der Strecke seitens des Herzogtums Anhalt gab es 1845. Zu dieser Zeit besaß Köthen bereits Bahnanbindungen in drei Himmelsrichtungen: über die Magdeburg-Leipziger Eisenbahn nach Magdeburg und Halle (Saale) sowie über die Stammstrecke der Anhalter Bahn nach Dessau. 1845 wurde die Anhalt-Cöthen-Bernburger Eisenbahn-Gesellschaft gegründet und bekam kurz darauf die Genehmigung für den Bau der Strecke Köthen–Bernburg. Im darauf folgenden Jahr wurde die Strecke eröffnet, seitdem besaß Köthen drei Bahnhöfe. Einziger Unterwegshalt war damals Biendorf.
1863 wurde die Anhalt-Cöthen-Bernburger Eisenbahn-Gesellschaft von der Magdeburg-Halberstädter Eisenbahngesellschaft übernommen. Der Verlängerung der bestehenden Strecke über Bernburg hinaus nach Aschersleben wurde begonnen und 1865 fertiggestellt. Dafür wurde der Bahnhof in Bernburg verlegt und das noch heute genutzte Empfangsgebäude errichtet.
1879 wurde die Magdeburg-Halberstädter Eisenbahngesellschaft durch das Königreich Preußen verstaatlicht. In den 1880er Jahren wuchs die Bedeutung Bernburgs als Industriestadt. Es wurden Anschlussgleise zu den Solvay-Werken und zu einem Salzbergwerk im Süden Bernburgs gebaut. In dieser Zeit wurde in Bernburg ein Bahnbetriebswerk eröffnet.
1889 wurden die Zweigstrecke nach Könnern und gleichzeitig auch der Bahnhof in Baalberge eröffnet; 1890 folgte die Zweigstrecke nach Calbe (Saale). 1898/1899 bekam die Strecke ein zweites Gleis. Es gab 1908 sogar Pläne für eine Elektrifizierung der Strecke. Auf der Strecke wurden ab 1908 die ersten Akkumulatortriebwagen eingesetzt. Zwischen Köthen und Güsten wurde nach dem Zweiten Weltkrieg das zweite Gleis abgebaut. Nach Kriegsende verkehrten auf der Strecke viele Züge mit Trümmerschutt in die südlich gelegenen Braunkohlen-Tagebaue. Erst 1952 entstand zwischen Köthen und Bernburg der Haltepunkt Frenz.
1962 erhielt der Abschnitt Aschersleben–Güsten das zweite Gleis zurück. 1964 wurde die Zweigstrecke von Biendorf nach Gerlebogk stillgelegt und abgebaut. 1967 wurde der Bahnhof Baalberge umgebaut. Mit ihm entstand das heutige Anschlussgleis des Steinsalzbergwerkes. Gleichzeitig wurde auch der eingleisige Abschnitt Köthen–Bernburg wieder zweigleisig. 1976 entstand das neue Bahnbetriebswerk Güsten (Bw Güsten) und übernahm schrittweise die Funktion des Bw Bernburg, das 1991 aufgelöst wurde. Anfang der 1990er Jahre wurde die Nebenstrecke nach Edderitz abgebaut. 1992 plante die Deutsche Reichsbahn die Elektrifizierung der Strecke und einiger Anschlussstrecken. 1995 brannte die ehemalige Werkstatt in Bernburg nieder. Im selben Jahr wurde auch das Bw Güsten geschlossen. Seit etwa 2000 folgten weitere Arbeiten: In Güsten entstand ein elektronisches Stellwerk. In den Jahren 2010 und 2011 wurde der Bahnhof Bernburg im Rahmen der Konjunkturprogramme der Bundesrepublik Deutschland modernisiert.

## Bedienung
Nachdem die Elbe-Saale-Bahn die Ausschreibung des Altmark-Börde-Anhalt-Netzes gewonnen hatte, verkehrten seit 2004 auf der Strecke stündlich Dieseltriebwagen der Baureihe 642 (Siemens Desiro Classic) ausschließlich als Regionalbahn. Zuvor wurden die Züge mit aus Diesellokomotiven der Reihe 218 und n-Wagen bedienten Wendezügen gebildet; im Fahrplanjahr 2004 fuhren Triebwagen der Reihe 628 teilweise auch als Regionalexpress. Vorher wurden bis in die 1990er Jahre vorwiegend Diesellokomotiven der Reihen 132 und 110 eingesetzt. Die Reisezüge verkehrten über Köthen hinaus auf der ebenfalls nicht elektrifizierten Strecke bis nach Dessau. In der Regel fuhren einzelne Triebwageneinheiten, die nur im Berufsverkehr verstärkt wurden. Im Abschnitt Güsten–Aschersleben verkehrten zusätzlich die Züge der Regionalbahnlinie Magdeburg–Aschersleben, zwischen Güsten und Schierstedt die der Regionalexpresslinie Magdeburg–Erfurt. Ebenso wurde die Strecke bei Bernburg von Regionalbahnen der Relation Bernburg–Calbe (Saale)-Ost zweistündlich mitbenutzt. Alle diese Leistungen wurden  von der Elbe-Saale-Bahn gefahren, der Regionalexpress meistens in Doppeltraktion. Zwischen Baalberge und Bernburg befuhr seit 2005 zweistündlich der HEX der Transdev Sachsen-Anhalt die Strecke mit Dieseltriebwagen LINT 27, die weiter bis Halle (Saale) verkehrten. Am 9. Dezember 2018 übernahm Abellio Rail Mitteldeutschland alle Leistungen.
Seit dem Fahrplanwechsel 2009 fahren die Züge den Haltepunkt Frenz nur noch zweistündlich an. Die Strecke wird stark im Güterverkehr genutzt, insbesondere die Anschlussgleise an Schwenk Zement, Solvay GmbH und K+S in Bernburg sorgen für regelmäßiges Güteraufkommen. Daher verkehren hier häufig Lokomotiven von DB Cargo, beispielsweise der Reihen 232 und Gravita-Maschinen, aber auch solche privater Güterverkehrsanbieter. Hierbei waren in den letzten Jahren unter anderem CLR-228, verschiedene HVLE-Loks, die AVG-V90 und eine STRABAG-Nohab vor Zementklinkerzügen zu beobachten.
Wegen Problemen bei den Fahrzeugen der Baureihe 612 an der Neigetechnik musste auf der KBS 330 der Fahrplan angepasst werden. Aus diesem Grund verkehrten im Jahr 2010 montags bis freitags ein Regional-Express sowie ein HEX-Zug auf dieser Strecke. Beide Züge verkehrten dabei über die Güterumfahrung Köthen und hielten zudem in Güsten und Bernburg.
Seit Dezember 2012 verkehrt tagsüber nur noch jeder zweite Zug direkt bis Aschersleben. Die restlichen Züge enden bereits in Güsten, so dass hier in die Regionalbahnen aus Magdeburg in Richtung Aschersleben umgestiegen werden muss.

## Streckenbeschreibung
Nach dem Verlassen des Bahnhofs von Köthen unterquert man eine Brücke. Der Güterbahnhof Köthen wird links liegengelassen. Weiter geht es am südlichen Stadtrand Köthens und anschließend durch eine fruchtbare Ebene zum Haltepunkt Frenz. Nach einigen Kilometern kommt Biendorf in Sicht mit der noch gut erkennbaren Ladestraße und einem verfallenden Güterschuppen. Der Bahnhof Biendorf wurde zu einem Haltepunkt zurückgebaut. Nachdem die Fuhne überquert und von Süden die Strecke von Könnern hierzu gestoßen ist, erscheint als nächster Halt Baalberge. In Baalberge befindet sich der Anschluss zu den Kaliwerken der K+S in Bernburg und ein relativ großer Güterbahnhof. Danach wird der Haltepunkt Friedenshall erreicht. Das früher ebenfalls angeschlossene Salzbergwerk existiert nicht mehr. Nun erscheint Bernburg mit einer Vielzahl von Bahnübergängen, die meisten noch in der Bauart des Werks für Signal- und Sicherungstechnik Berlin. Im Bahnhof von Bernburg endet die Strecke von Könnern, und es beginnt die nach Calbe (Saale). Hier befindet sich auch der Gleisanschluss von Solvay in Bernburg mit mehreren Rangiergleisen. Kurz nach der Ausfahrt aus dem Bahnhof passiert man zur Rechten das Betriebsgelände der Solvay. Es folgt die Brücke über die Saale. Kurz hiernach zweigt das Gleis der Strecke nach Calbe (Saale) ab, das noch einen Kilometer parallel verläuft und dann scharf nach Nordosten abbiegt. An diesem Gleis befindet sich der Haltepunkt Bernburg-Waldau, der nur noch von Zügen der Relation nach Calbe (Saale) bedient werden kann. Danach folgen die Überführungen der A 14 sowie der A 36. Am östlichen Ortsrand von Ilberstedt befindet sich der Haltepunkt an einem alten Bergwerk. Hier verläuft die A 36 nahezu parallel zur Trasse. Kurz vor Güsten stoßen zuerst die Trasse der hier unterbrochenen und größtenteils abgebauten Bahnstrecke Berlin–Blankenheim und dann die Strecke von Schönebeck (Elbe) auf die Route. Der Bahnhof Güsten ist auf drei Bahnsteige zurückgebaut. Westlich von Güsten verläuft die Strecke durch das Tal der Wipper. Kurz vor dem Haltepunkt Giersleben verlässt die Kanonenbahn die Strecke wieder. Das Terrain ist nun deutlich hügeliger und nur wenig später wird der Halt in Schierstedt erreicht. Nun nähert man sich Aschersleben, das von Osten erreicht wird. Kurz vor dem Streckenende im Bahnhof Aschersleben trifft die Strecke auf diejenige aus Halle (Saale).